# Закон Бауера — Вернадського
Закон Бауера — Вернадського — виведений В. П. Казначеєвим (1989) закон, який об'єднує загальнобіологічні принципи Е. Бауера (1935) і біогеохімічні принципи В. І. Вернадського, що виражає сутність організації та еволюції живої речовини. Даний закон може бути пов'язаний з принципом додатковості Н. Бора, якщо останній розглядати як характеристику самої об'єктивної реальності — взаємодія двох матеріальних систем (жива речовина і косна) у єдності і протилежності.
Закон максимуму біогенної енергії (закон Вернадського-Бауера): будь-яка біологічна і «біонедосконала» система з біотою, яка перебуває в стані «стійкої нерівноваги» (динамічно рухливої рівноваги з навколишнім середовищем), збільшує, розвиваючись, свій вплив на середовище. В процесі еволюції видів, твердить Вернадський, виживають ті, які збільшують біогенну геохімічну енергію.
На думку Бауера, живі системи ніколи не перебувають в стані рівноваги і виконують за рахунок своєї вільної енергії корисну роботу проти рівноваги, яку вимагають закони фізики і хімії за існуючих зовнішніх умов.
Разом з іншими фундаментальними положеннями закон максимуму біогенної енергії служить основою розробки стратегії природокористування.